# Crow Head
Crow Head is een gemeente (town) in de Canadese provincie Newfoundland en Labrador. De gemeente beslaat het noordelijke gedeelte van North Twillingate Island, een eiland voor de noordkust van Newfoundland.

## Geschiedenis
In 1960 werd het dorp een gemeente met de status van local government community (LGC). In 1980 werden LGC's op basis van de Municipalities Act als bestuursvorm afgeschaft. De gemeente werd daarop automatisch een community om een aantal jaren later uiteindelijk een town te worden.
In 1989 liet de provincieoverheid een haalbaarheidsonderzoek voeren naar de eventuele fusie van de gemeenten Crow Head, Twillingate, Bayview en Durrell. Uiteindelijk stapte Crow Head als enige niet mee in dat fusieproject.

## Demografie
Demografisch gezien is Crow Head, net zoals de meeste kleine dorpen in de provincie, aan het krimpen. Tussen 1991 en 2021 daalde de bevolkingsomvang van 280 naar 156. Dat komt neer op een daling van 124 inwoners (-44,3%) in dertig jaar tijd.
| Jaar | Aantal inwoners | Verschil |
| ---- | --------------- | -------- |
| 1991 | 280             | –        |
| 1996 | 267             | -4,6%    |
| 2001 | 218             | -18,4%   |
| 2006 | 205             | -6,0%    |
| 2011 | 203             | -1,0%    |
| 2016 | 177             | -12,8%   |
| 2021 | 156             | -11,9%   |

## Politiek
John Hamlyn (°ca. 1932) is burgemeester van Crow Head. Hij werd voor het eerst verkozen in 1963 en is sindsdien keer op keer herverkozen geweest. Met meer dan 56 dienstjaren op de teller is hij de langstzittende burgemeester van Canada.

## Galerij

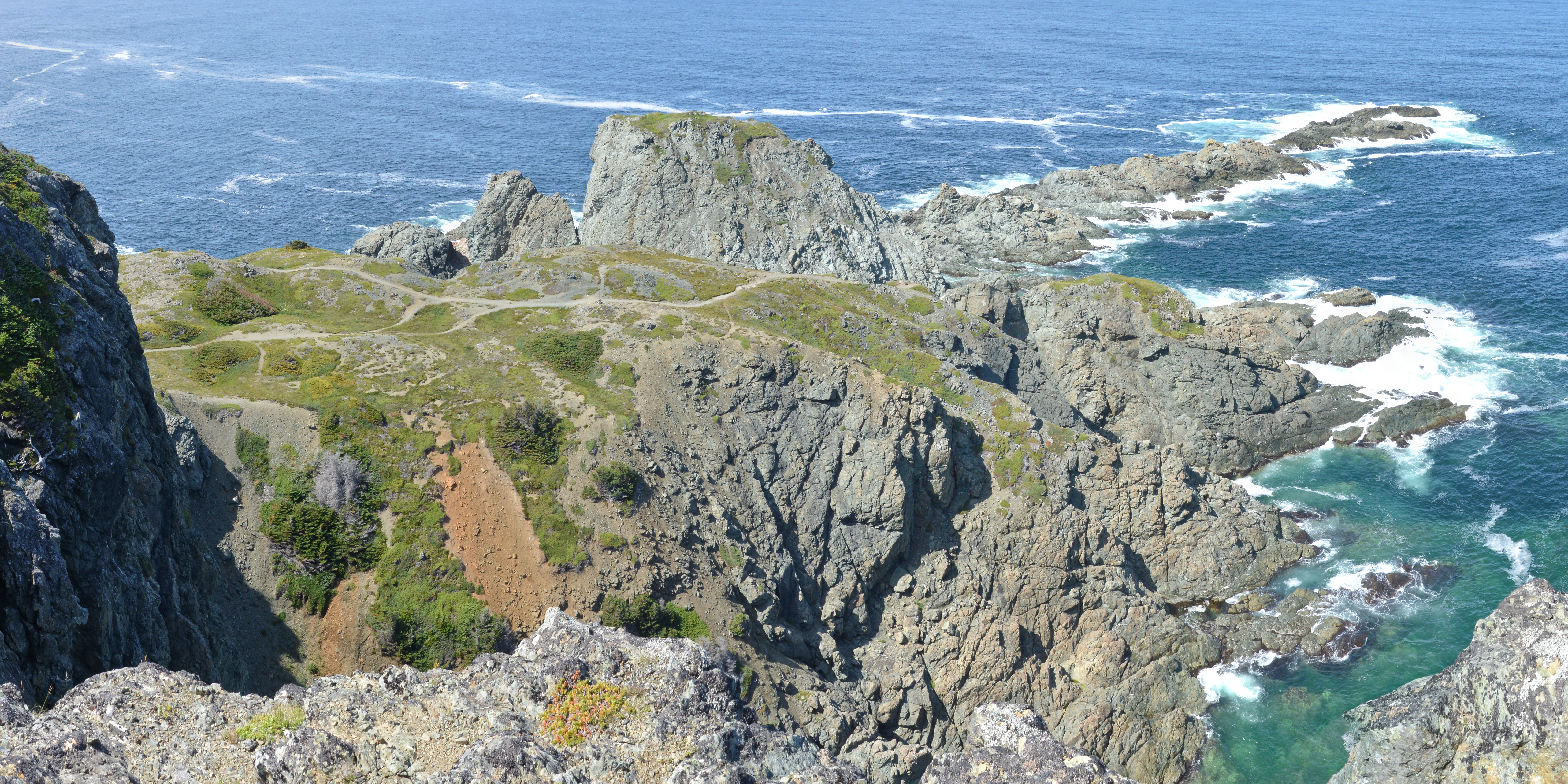
Rotsachtige kust en wandelpaden van Crow Head
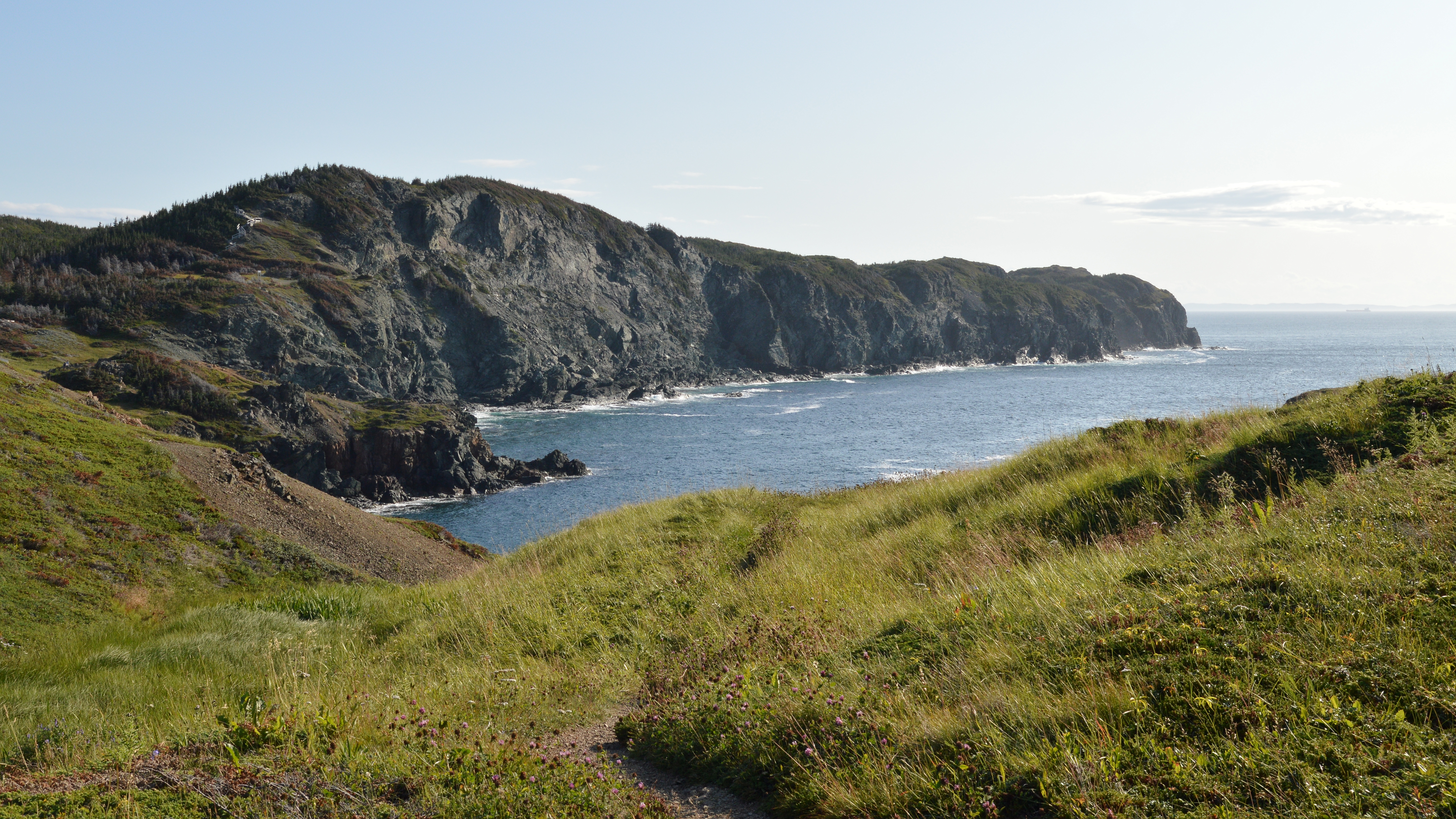
Zicht op Sleepy Cove, een inham aan de rand van het dorp
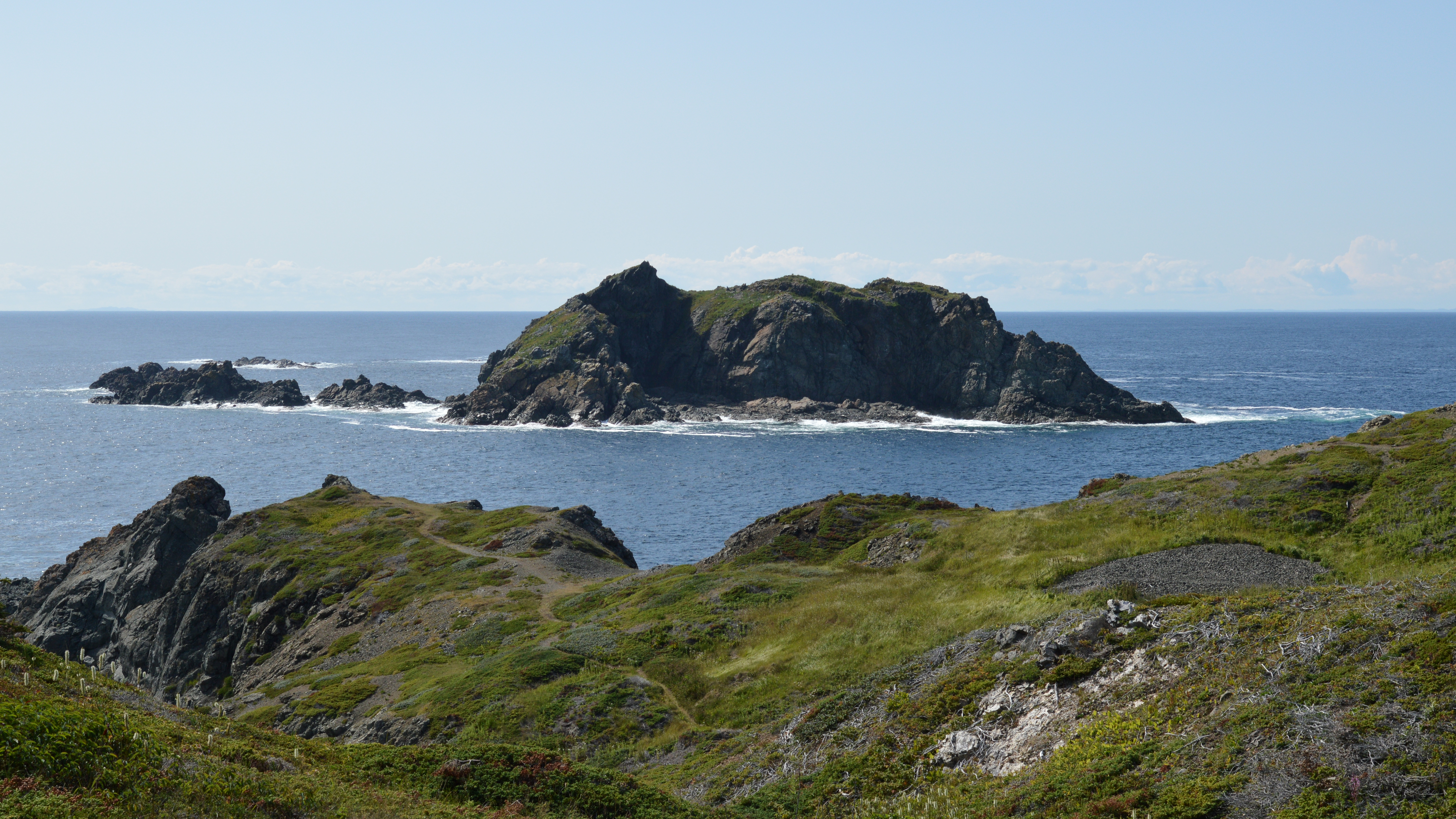
Zicht op Sleepy Cove Gull Island, een rotsachtig eiland vlak voor de kust van Crow Head